# Boiling Point (pel·lícula de 1990)
Boiling Point (en japonès: 3-4×10月, 3-4x jūgatsu) va ser la primera pel·lícula dirigida i escrita per Takeshi Kitano l'any 1990, que configura un drama d'estil personal sobre la Yakuza.

## Argument
La pel·lícula mostra el lúgubre viatge que han de realitzar des d'Okinawa a Tòquio dos joves jugadors de beisbol a la recerca de venjança en ser ferit el seu entrenador (un ex-yakuza) per la màfia. Uehara interpretat per Kitano ajudarà als protagonistes en la seva cacera. El personatge de Takeshi és una visió satírica d'un Yakuza psicópata ficat en un món de codis d'honor, en la seva aparició es mostra com un personatge amoral i és sens dubte el personatge més desagradable que interpreta Kitano en la seva filmografia com a director que no dubtarà a assassinar als seus caps a Tòquio, violar i fins i tot mutilar al seu lleial company.

## Comentari
La pel·lícula de Kitano és un retrat de personatges mundans del Japó de principis dels noranta posats en una situació extrema, la qual cosa els portarà a unir-se i actuar amb violència. Aquest film no va tenir gaire acolliment per part de la crítica ni públic malgrat les seves moltes virtuts reconegudes a posteriori i de la impactant cruesa d'alguns dels seus personatges, sobretot els relacionats amb el món de la Yakuza. L'aparició estel·lar del mateix Kitano se centra en mitja hora de metratge que esdevé la més intensa. Els aspectes sòrdids del viatge són explotats per un Kitano que malgrat ser la seva segona pel·lícula demostra una innegable perícia en la composició de plànols, en la direcció (sòbria però efectiva dels seus actors) i muntatge. Les seves següents pel·lícules sobre el món Yakuza obtindrien un gran èxit al Japó i la resta del món.

## Repartiment
- Takeshi Kitano - Uehara
- Yūrei Yanagi - Masaki
- Yuriko Ishida - Sayaka
- Gadarukanaru Taka - Takashi Iguchi
- Dankan - Kazuo
- Eri Fuse - Fumiyo

## Banda sonora
La banda sonora de la pel·lícula no compta amb cap mena de música cinematogràfica com és habitual en els films de Kitano a càrrec Joe Hisahisi, però supleix la falta de música amb un complex treball de sonorització d'atmosferes.